# Fran Brodić
Fran Brodić (Zagreb, 8 de enero de 1997) es un futbolista croata que juega en el Újpest F. C. de la Nemzeti Bajnokság I.

## Trayectoria
Hizo su debut para el Dinamo Zagreb el 14 de abril de 2013, entrando a los 58 minutos en la victoria por 2–0 de local contra Inter Zaprešić de la Prva HNL; al entrar al campo tenía 16 años 3 meses y 6 días, es el jugador más joven en debutar en el Dinamo.

## Palmarés

### Títulos nacionales
| Título                  | Club                   | País    | Año  |
| ----------------------- | ---------------------- | ------- | ---- |
| Primera Liga de Croacia | G. N. K. Dinamo Zagreb | Croacia | 2013 |
| Primera Liga de Croacia | G. N. K. Dinamo Zagreb | Croacia | 2014 |
| Primera Liga de Croacia | G. N. K. Dinamo Zagreb | Croacia | 2024 |
| Copa de Croacia         | G. N. K. Dinamo Zagreb | Croacia | 2024 |